# Moltkia
Moltkia Lehm., 1817  è un genere di piante della famiglia delle Boraginacee.

## Descrizione
Comprende specie erbacee perenni o arbusti nani.

I fiori pentameri, sono portati in cime bratteate terminali.

I calici sono divisi fin quasi alla base.

La corolla, che può avere colorazione azzurra, porpora o gialla, è infundibuliforme e senza scaglie o anello di peli alla fauce. 

Gli stami, che possono essere inclusi o sporgenti, sono inseriti alla metà della corolla o sopra la metà di questa; le antere spesso terminano con una corta punta (apicolate), ma non hanno proiezioni connettivali all'apice e non sono sagittate o apicolate alla base.
 
Lo stilo sporgente; ha uno stimma piccolo, intero o intagliato e leggermente biforcuto. 

Le nucule spesso solitarie per aborto, ovoidi e curve, di solito lisce e lucenti, sono carenate ventralmente e hanno la base piatta.

## Distribuzione e habitat
Il genere ha distribuzione euro-asiatica, essendo presente in Italia, ex-Jugoslavia, Albania, Grecia, Transcaucasia, Turchia, Libano, Siria, Iran e Iraq. In Italia è presente una sola specie (M. suffruticosa) diffusa sulle Alpi Apuane e nelle Prealpi Venete.
Si rinviene in luoghi montagnosi specialmente nelle crepe delle rocce.

## Tassonomia
Il genere comprende le seguenti specie:
- Moltkia angustifolia DC.
- Moltkia aurea Boiss.
- Moltkia coerulea (Willd.) Lehm.
- Moltkia gypsacea Rech.f. & Aellen
- Moltkia × kemal-paschii Bornm. (M. aurea × M. coerulea)
- Moltkia petraea (Tratt.) Griseb.
- Moltkia suffruticosa (L.) Brand